# Mynämäki
Mynämäki (Zweeds: Virmo) is een gemeente in de Finse provincie West-Finland en in de Finse regio Varsinais-Suomi. De gemeente heeft een landoppervlakte van 519,82 km² en telt 7.539 inwoners (2022).

## Mietoinen
Op 1 januari 2007 is de buurgemeente Mietoinen samengevoegd met Mynämäki. De naam van de nieuwe gemeente blijft Mynämäki.

## Finlands eerste auto
In Korvensuu, een plaatsje in Mynämäki, is in 1913 Finlands eerste auto gemaakt. De Korvensuu 1913. De fabriek maakte veel verschillende machines voor onder andere de landbouw.
Ook voorzag de fabriek in haar eigen elektriciteitsbehoefte. Men had namelijk een waterturbine in de rivier de Laajoki gebouwd. Mede door deze turbine is er op het fabrieksterrein ook een elektriciteit schakelstation gebouwd. De fabriek in Tweede Wereldoorlog failliet gegaan en is nu een museum dat 's zomers open is.
Aura · Kaarina · Kimitoön · Koski Tl · Kustavi · Laitila · Lieto · Loimaa · Marttila · Masku · Mynämäki · Naantali · Nousiainen · Oripää · Paimio · Pargas · Pyhäranta · Pöytyä · Raisio · Rusko · Salo · Sauvo · Somero · Taivassalo · Turku · Uusikaupunki · Vehmaa
Voormalige gemeenten:
Alastaro · Angelniemi · Askainen · Dragsfjärd · Halikko · Hitis · Houtskär · Iniö · Kakskerta · Kalanti · Karinainen · Karjala · Karuna · Kimito · Kiikala · Kisko · Korpo · Kuusisto · Kuusjoki · Lemu ·   Loimaan kunta · Lokalathi · Maaria · Mellilä · Merimasku · Metsämaa · Mietoinen · Muurla · Naantalin maalaiskunta · Nagu · Paattinen · Pargas · Pargas landskommun · Perniö · Pertteli · Piikkiö · Pyhämaa · Rymättylä · Särkisalo · Somerniemi · Suomusjärvi · Tarvasjoki · Uskela · Uudenkaupungin maalaiskunta · Vahto · Västanfjärd · Velkua · Yläne